# ایستگاه اوئنو

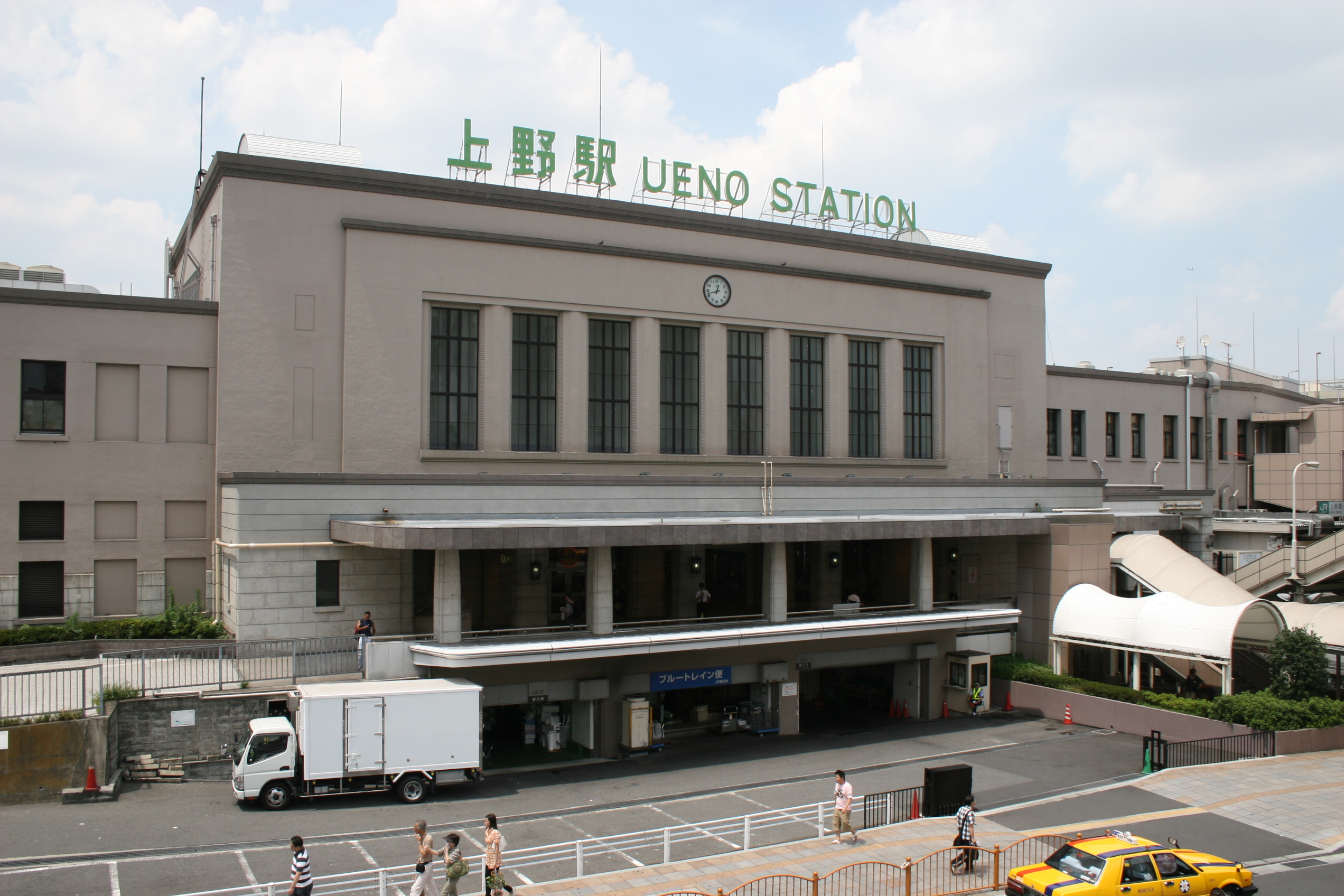
نمای جلوی ساختمان ایستگاه اوئنو

ایستگاه اوئنو (به ژاپنی: 上野駅 Ueno-eki) در منطقهٔ تایتو در توکیو پایتخت ژاپن واقع شده و یکی از ایستگاه‌های مهم و ترمینال توکیو محسوب می‌شود.

## خطوط قطار ایستگاه اوئنو
- خطوط جی آر
  - ■خط اوتسونومیا
  - ■ خط تاکاساکی
  - ■خط جوبان
  - ■خط یامانوته
  - ■خط که‌ایهین-توهوکو
- خطوط متروی توکیو
  - خط گینزا G 16
  - خط هیبیا H 17
- خطوط شینکانسن
  - توهوکو شینکانسن
  - یاماگاتا شینکانسن
  - آکیتا شینکانسن
  - جوئتسو شینکانسن
  - ناگانو شینکانسن

## مکان‌های معروف اطراف ایستگاه اوئنو
- پارک اوئنو - این پارک در سال ۱۸۷۳ میلادی افتتاح شده است و عنوان اولین پارک عمومی ژاپن را دارد.
- باغ‌وحش اوئنو
- موزه ملی توکیو
- موزه ملی علمی - بزرگترین موزه علمی ژاپن است و در آن مجموعه‌ای بقایای دایناسورها به نمایش گذاشته شده‌است.
- موزه ملی هنر غرب
- موزه هنری اوئنو
- موزه هنری موری اوئنو
- دانشگاه هنر اوئنو
- کتابخانه بین‌المللی کودکان